# Alexander Chisholm
Alexander Chisholm, född 1790 i Skottland, död 9 oktober 1854 i Alexandria, Ontario, var en skotskfödd kanadensisk politiker i Upper Canada.
Han föddes i Skottland år 1790 och emigrerade till Glengarry County år 1817. År 1825 blev han överste i den lokala militären. Han representerade countyt under det tolfte och trettonde parlamentet i Upper Canada. Han avled i Alexandria i Ontario år 1854.